# Sorocea martineziana
Sorocea martineziana är en mullbärsväxtart som beskrevs av José Cuatrecasas. Sorocea martineziana ingår i släktet Sorocea och familjen mullbärsväxter. Inga underarter finns listade i Catalogue of Life.